# Сан-П'єр (Індіана)
Сан-П'єр (англ. San Pierre) — переписна місцевість (CDP) в США, в окрузі Старк штату Індіана. Населення — 153 особи (2020).

## Географія
Сан-П'єр розташований за координатами 41°11′56″ пн. ш. 86°53′32″ зх. д. / 41.19889° пн. ш. 86.89222° зх. д. (41.198864, -86.892253).  За даними Бюро перепису населення США в 2010 році переписна місцевість мала площу 0,36 км², уся площа — суходіл.

## Демографія
Згідно з переписом 2010 року, у переписній місцевості мешкали 144 особи в 64 домогосподарствах у складі 42 родин. Густота населення становила 395 осіб/км².  Було 71 помешкання (195/км²).
Расовий склад населення:
| - 97,2 % — білих - 0,7 % — корінних американців |

До двох чи більше рас належало 2,1 %. Частка іспаномовних становила 0,0 % від усіх жителів.
За віковим діапазоном населення розподілялося таким чином: 20,1 % — особи молодші 18 років, 60,5 % — особи у віці 18—64 років, 19,4 % — особи у віці 65 років та старші. Медіана віку мешканця становила 42,5 року. На 100 осіб жіночої статі у переписній місцевості припадало 100,0 чоловіків;  на 100 жінок у віці від 18 років та старших — 101,8 чоловіків також старших 18 років.
Цивільне працевлаштоване населення становило 38 осіб. Основні галузі зайнятості: науковці, спеціалісти, менеджери — 39,5 %, виробництво — 23,7 %, оптова торгівля — 18,4 %, будівництво — 18,4 %.